# Петковац (Нови Град)
Петковац је насељено мјесто у општини Нови Град, Република Српска, БиХ. Према попису становништва из 1991. у насељу је живјело 227 становника.

## Географија
На подручју насеља се налази истоимено језеро. Језеро је настало одлагањем материјала за потребе истоименог рудника гипса, од кога је удаљено 1 километар. Дубоко је око 20 метара.

## Становништво
| Националност       | 1991. | 1981. | 1971. | 1961. |
| Срби               | 221   | 220   | 270   | 340   |
| Југословени        | 6     | 8     |       |       |
| Муслимани          |       | 1     |       |       |
| Хрвати             |       |       |       | 1     |
| остали и непознато |       |       |       |       |
| Укупно             | 227   | 229   | 270   | 341   |

| Демографија | Демографија | Демографија |
| Година      | Становника  | Становника  |
| ----------- | ----------- | ----------- |
| 1948.       | 331         |             |
| 1953.       | 335         |             |
| 1961.       | 341         |             |
| 1971.       | 270         |             |
| 1981.       | 229         |             |
| 1991.       | 227         |             |